# Gran Premi de l'UVF

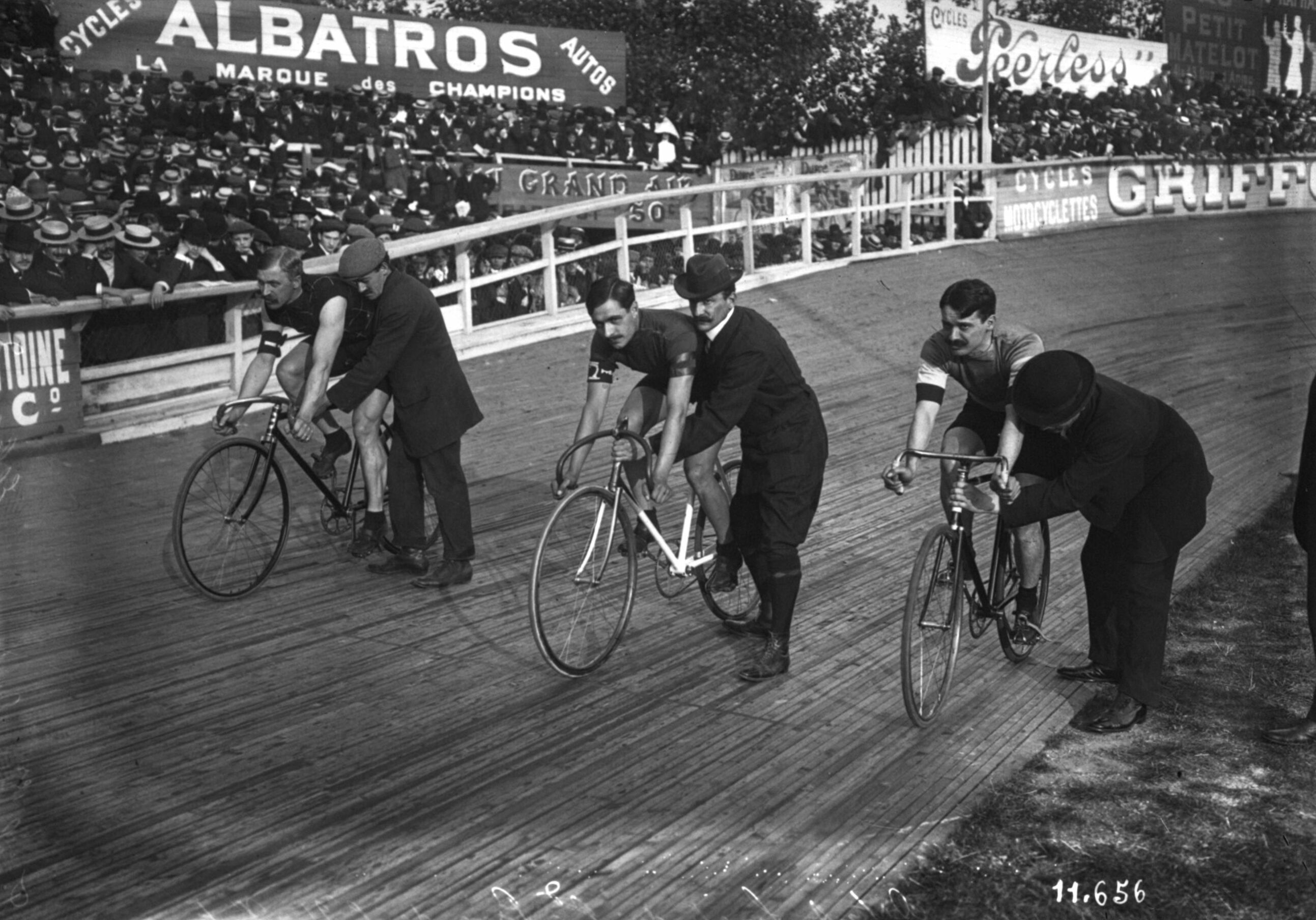
Fotografia de la cursa de 1910.

El Gran Premi de l'UVF era una cursa ciclista de la modalitat de velocitat que es disputava anualment a París. Era organitzada per la Union vélocipédique de France, l'antecedent de la Federació francesa de ciclisme. Juntament amb el Gran Premi de París i el Campionat del Món, formaven les proves més importants en la disciplina de la velocitat.

## Palmarès
| Any       | Vencedor                  | Segon                | Tercer                     |
| 1894      | Arthur Augustus Zimmerman | George August Banker | Arthur Edwards             |
| 1895      | George August Banker      | Ludovic Morin        | Paul Bourillon             |
| 1896      | No disputat               |                      |                            |
| 1897      | Ludovic Morin             | Paul Masson          | Paul Bourillon             |
| 1898      | Georges Deschamps         | Louis Grogna         | David Parlby               |
| 1899      | Gian Ferdinando Tomaselli | Louis Grogna         | Jean-Baptiste Louvet       |
| 1900      | Jean-Pierre Domain        | Tom Gascoyne         | Jean Mathieu               |
| 1901      | Diego Conelli             | Edmond Jacquelin     | Charles-Louis Van den Born |
| 1902      | Paul Bourotte             | Louis Grogna         | Harrie Meyers              |
| 1903      | Thorvald Ellegaard        | Harrie Meyers        | Charles Piard              |
| 1904      | Walter Rütt               | Charles Piard        | Henri Mayer                |
| 1905      | Henri Mayer               | Gabriel Poulain      | Frank Kramer               |
| 1906      | Gabriel Poulain           | Frank Kramer         | Henri Mayer                |
| 1907      | Thorvald Ellegaard        | Henri Mayer          | Walter Rütt                |
| 1908      | Émile Friol               | Thorvald Ellegaard   | Walter Rütt                |
| 1909      | Walter Rütt               | Thorvald Ellegaard   | Victor Dupré               |
| 1910      | Émile Friol               | Thorvald Ellegaard   | Marcel Dupuy               |
| 1911      | Émile Friol               | Thorvald Ellegaard   | Léon Hourlier              |
| 1912 (1)  | Thorvald Ellegaard        | Cesare Moretti       | Victor Dupré               |
| 1912 (2)  | Julien Pouchois           | Émile Friol          | Victor Dupré               |
| 1913      | Cesare Moretti            | Émile Friol          | Thorvald Ellegaard         |
| 1914-1918 | No disputat               |                      |                            |
| 1919      | Marcel Dupuy              | Gabriel Poulain      | Bertrand Casas             |
| 1920      | William Bailey            | Emile Otto           | Marcel Dupuy               |
| 1921      | Harris Horder             | Lucien Louet         | Fernand Fournous           |
| 1922      | Robert Spears             | Cesare Moretti       | Piet Moeskops              |
| 1923      | Piet Moeskops             | Lucien Michard       | Cesare Moretti             |
| 1924      | Lucien Michard            | Charles Guyot        | Jean Cugnot                |
| 1925      | Lucien Michard            | Aloïs Degraeve       | Emile Otto                 |
| 1926      | Lucien Michard            | Maurice Schilles     | Lucien Faucheux            |
| 1927      | Lucien Faucheux           | Piet Moeskops        | Maurice Schilles           |
| 1928      | Lucien Michard            | Lucien Faucheux      | Robert Spears              |
| 1929      | Mario Bergamini           | Cesare Moretti       | Aloïs Degraeve             |
| 1930      | Piet Moeskops             | Lucien Michard       | Lucien Faucheux            |
| 1931      | Lucien Michard            | Lucien Faucheux      | Louis Gérardin             |
| 1932      | Lucien Michard            | Louis Gérardin       | Jef Scherens               |
| 1933      | Jef Scherens              | Louis Gérardin       | Lucien Michard             |
| 1934      | Jef Scherens              | Louis Gérardin       | Lucien Michard             |
| 1935      | Albert Richter            | Lucien Michard       | Jef Scherens               |
| 1936      | Louis Gérardin            | Jef Scherens         | Albert Richter             |
| 1937      | Louis Gérardin            | Albert Richter       | Jef Scherens               |
| 1938      | Albert Richter            | Jef Scherens         | Louis Chaillot             |
| 1941      | Louis Gérardin            | —                    | —                          |
| 1942      | Jef Scherens              | —                    | —                          |
| 1943      | Emile Gosselin            | —                    | —                          |
| 1945      | Emile Gosselin            | —                    | —                          |